# Colobothea meleagrina
Colobothea meleagrina es una especie de escarabajo longicornio del género Colobothea,  subfamilia Lamiinae. Fue descrita científicamente por Erichson en 1847.
Se distribuye por Bolivia, Ecuador y Perú. Mide 11 milímetros de longitud. El período de vuelo ocurre en los meses de enero y agosto.